# Reneilwe Letsholonyane
Reneilwe Letsholonyane (ur. 9 czerwca 1982 w Soweto) – piłkarz z Republiki Południowej Afryki występujący na pozycji pomocnika.
Letsholonyane gra jako środkowy pomocnik. W swojej karierze grał w takich klubach jak: Hellenic FC, Dangerous Darkies, PJ Stars, Jomo Cosmos FC, Kaizer Chiefs FC, Supersport United FC, Highlands Park FC i TS Galaxy FC. W reprezentacji swojego kraju zagrał 54 razy i zdobył 2 bramki. Zadebiutował w niej 30 września 2008 roku w spotkaniu z Malawi. W 2010 został powołany do składu na mistrzostwa świata.